# Timandromorpha enervata
Timandromorpha enervata är en fjärilsart som beskrevs av Inoue 1944. Timandromorpha enervata ingår i släktet Timandromorpha och familjen mätare. Inga underarter finns listade i Catalogue of Life.